# Rue Curial
La rue Curial est une voie du 19e arrondissement de Paris, en France.

## Situation et accès
La rue Curial est une voie publique située dans le 19e arrondissement de Paris. Elle débute au 46-48 bis, rue Riquet et se termine au 5, rue de Cambrai.

## Origine du nom

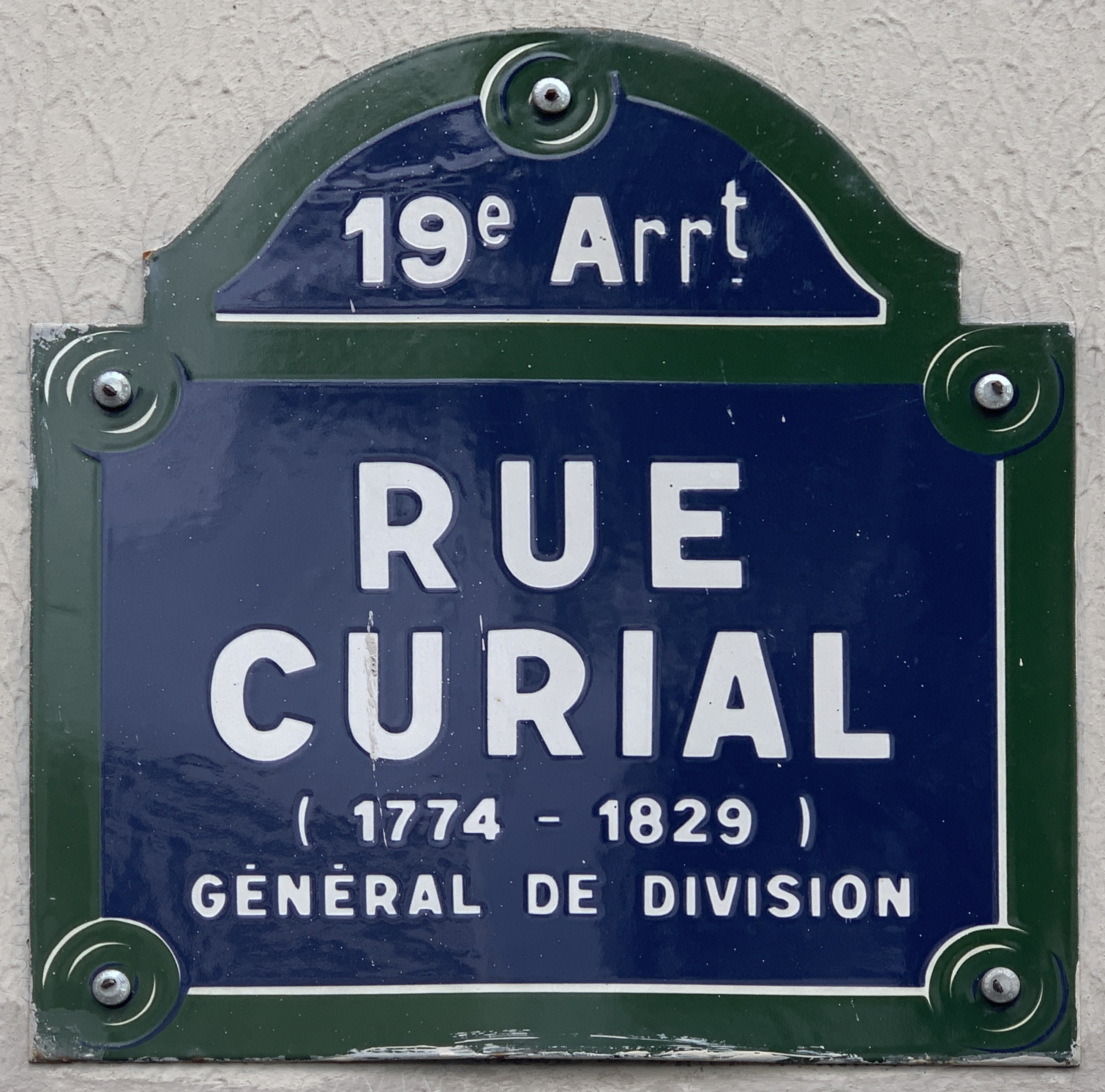
Plaque de la rue.

La rue porte le nom du général Philibert Jean-Baptiste Curial, défenseur du quartier en 1814.

## Historique

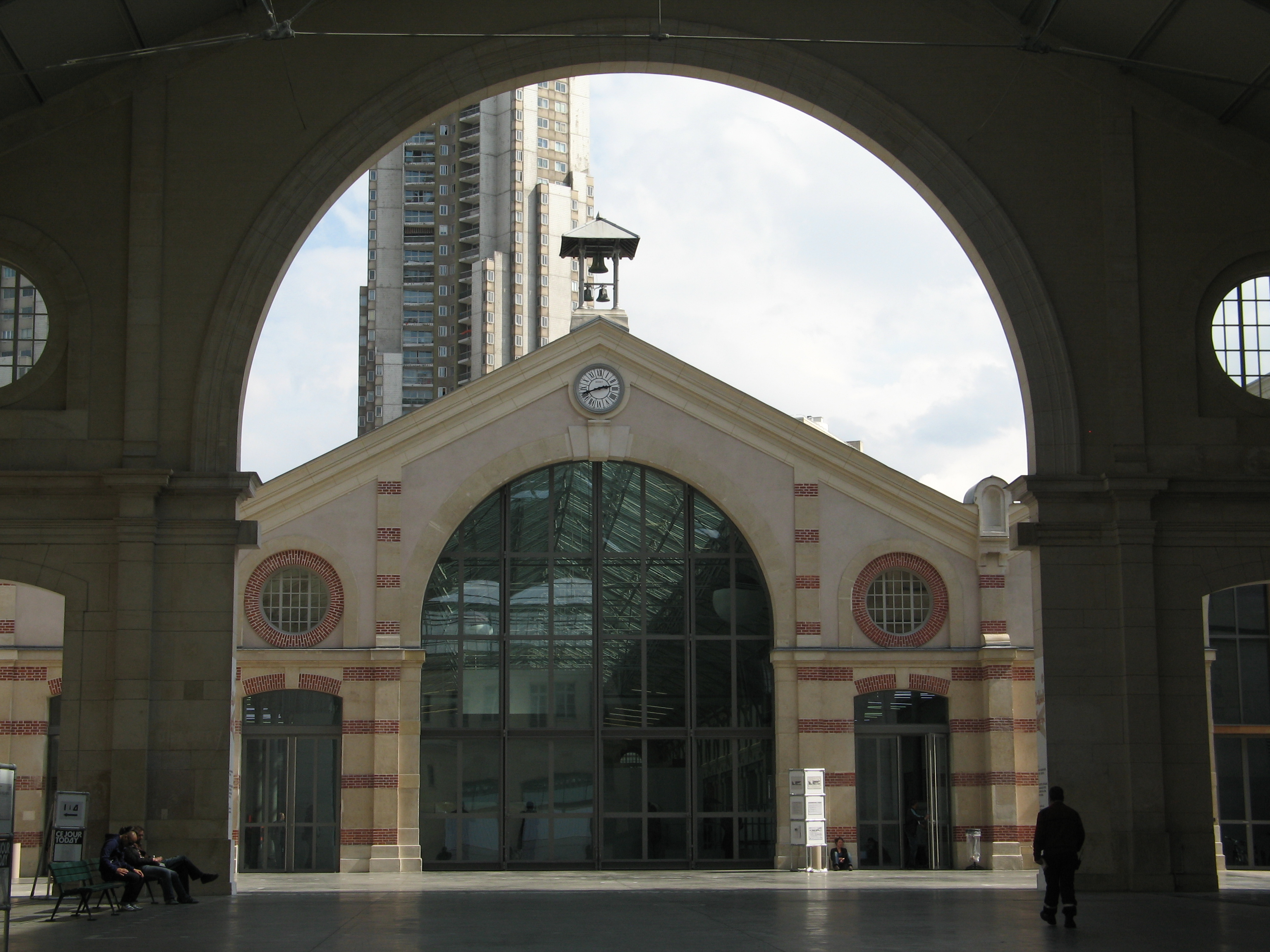
Le centre culturel Cent Quatre, sortie côté rue Curial, en 2009.

Cette rue résulte d'une très ancienne voie de la commune de La Villette, qui conduisait à Aubervilliers. Elle figure sur le plan de Roussel de 1730 sous le nom de « rue Notre-Dame-des-Vertus » ainsi que sur un petit plan manuscrit du XVIIIe siècle, sous les noms de « chemin du Moulin », « chemin du Hautbertois ». Elles sont tracées sur le plan cadastral de 1812.
Classée dans la voirie de la Villette par arrêté du 6 juillet 1855, sous le nom de « rue de Valenciennes », la partie située entre la rue Riquet et le chemin de fer de Ceinture rejoint la voirie de Paris par arrêté du 23 mai 1863 et prend sa dénomination actuelle par décret du 2 octobre 1865.
Le 30 janvier 1918, durant la première Guerre mondiale, le no 66 rue Curial est touché lors d'un raid effectué par des avions allemands. Un nouveau bombardement touche le no 70 le 11 mars 1918.

## Bâtiments remarquables et lieux de mémoire
- Au No 1 bis, la chanteuse Joëlle Mogensen est décédée le 15 mai 1982[2].
- No  11 : siège de l'imprimerie Georges Lang (disparue). Le 21 juin 1973, elle est attaquée par Jacques Mesrine, Michel Ardouin et leurs complices, afin de s'emparer de la paie des employés, soit environ 300 000 francs[3].
- Cent Quatre, établissement public de coopération culturelle parisien, ouvert depuis en 2008.